# لیودمیلا پورادنیکا
لیودمیلا پورادنیکا (اوکراینی: Людмила Константинівна Порадник-Бобрусь؛ زادهٔ ۱۱ ژانویهٔ ۱۹۴۶) بازیکن هندبال اهل اتحاد جماهیر شوروی سوسیالیستی بود.